# Gheorghe Doja (Mureș)
Gheorghe Doja é uma comuna romena localizada no distrito de Mureș, na região histórica da Transilvânia. A comuna possui uma área de 37.45 km² e sua população era de 2889 habitantes segundo o censo de 2007.